# Liste der Kulturdenkmäler in Utscheid
In der Liste der Kulturdenkmäler in Utscheid sind alle Kulturdenkmäler der rheinland-pfälzischen Ortsgemeinde Utscheid aufgeführt. Grundlage ist die Denkmalliste des Landes Rheinland-Pfalz (Stand: 27. Juni 2022).

## Denkmalzonen
| Bezeichnung          | Lage                                                                                              | Baujahr         | Beschreibung | Bild                           |
| -------------------- | ------------------------------------------------------------------------------------------------- | --------------- | --- | ------------------------------ |
| Denkmalzone Ortskern | Schulstraße 1–7 (ungerade Nummern) und 4, Im Mühlenweg ohne Nummer sowie Sinspelter Straße 7 Lage | 19. Jahrhundert | nördliche Hälfte des Ortskerns mit fünf hangparallelen Streck- und Zweiseithofanlagen (Sinspelter Straße 7, Schulstraße 1, 3, 5 und 7), einem ehemaligen Wirtschaftsgebäude (Schulstraße 4) und Mühlengebäude (Im Mühlenweg ohne Nummer), 19. Jahrhundert, ortsbildprägend | weitere Bilder Fotos hochladen |

## Einzeldenkmäler
| Bezeichnung                       | Lage                                         | Baujahr                | Beschreibung | Bild                           |
| --------------------------------- | -------------------------------------------- | ---------------------- | --- | ------------------------------ |
| Wegekreuz                         | Bitburger Straße Lage                        | 1756                   | Schaftkreuz aus Sandstein, bezeichnet 1756; Basis mit verwitterter Inschrift, Expositionsnische mit muschelförmigem Abschluss, Blattwerkornament über Expositionsnische, flach reliefierter Korpus auf Konsole | weitere Bilder Fotos hochladen |
| Hofanlage                         | Schulstraße 1 Lage                           | 1800                   | große Zweiseithofanlage; stattliches Wohnhaus mit fünfachsigem Wohnteil und zweiachsigem Backhaus mit Altenteil, bezeichnet 1800, zweiflügelige Stallscheune und kleines Nebengebäude bauzeitlich | weitere Bilder Fotos hochladen |
| Wegekapelle                       | Sinspelter Straße Lage                       | frühes 20. Jahrhundert | Wegekapelle; neuromanisch, frühes 20. Jahrhundert | weitere Bilder Fotos hochladen |
| Katholische Pfarrkirche St. Peter | Weidinger Straße Lage                        |                        | im Erdgeschoss mittelalterlicher Ostturm, wohl 1746 aufgestockt, Glockengeschoss 1853; mit Ausstattung; Kirchenschiff 1965 abgebrochen und durch Architekt Geimer, Bitburg, neugebaut in der Kapelle Kirchhofskreuz, hohes Astknotenkreuz; Kriegerdenkmal 1864, 1866 und 1870/71, frühes 20. Jahrhundert                                                                   | weitere Bilder Fotos hochladen |
| Katholisches Pfarrhaus            | Weidinger Straße 2 Lage                      | 1767                   | sandsteingegliederter Putzbau, bezeichnet 1767, Erweiterung 1929 | weitere Bilder Fotos hochladen |
| Wasserturm                        | Buscht, Zum Wasserturm 1 Lage                | 1956                   | Wasserturm; zylinderförmiger, sich nach oben leicht verjüngender Bruchsteinbau mit Kegeldach, bez. 1956; Umbau zu einem Wohnturm durch Oswald Mathias Ungers unter besonderer Wahrung der Buntsandsteinfassade, 1993/94 | weitere Bilder Fotos hochladen |
| Villa Glashütte                   | Buscht, südlich des Ortes (Glashütte 1) Lage | 1986–88                | freistehendes Einfamilienhaus über quadratischem Grundriss aus hellem Kalkstein mit Satteldach, 1986–88, Architekt Oswald Mathias Ungers, Köln; bildet eine bauliche Gesamtanlage mit der auf das Haus bezogenen Gartenanlage, Landschaftsarchitekt Bernhard Korte, Grevenbroich, samt Gartenhaus mit Modellsammlung des Architekten und Heiligenhäuschen, 19. Jahrhundert | weitere Bilder Fotos hochladen |